# Mercedes-Benz EQE SUV
L'EQS SUV est un SUV électrique commercialisé par le constructeur automobile allemand Mercedes-Benz à partir de 2022. Il intègre la gamme EQ consacrée aux voitures électriques du constructeur de Stuttgart après l'EQE et l'EQS SUV.

## Présentation
La Mercedes EQE SUV est présentée le 16 octobre 2022. Elle est disponible à partir de 93 150 € lors de son lancement, en décembre 2022.

## Caractéristiques techniques
L'EQE partage sa plateforme technique avec sa grande sœur EQS SUV.

### Motorisations
L'EQE SUV reprend les motorisations de l'EQE berline avec des puissances allant de 292 à 626 ch. La version 53 4Matic+ dispose d'un Pack Dynamic Plus AMG offrant jusqu'à 505 kW (687 ch),.

### Batterie
Le SUV est doté d'une batterie lithium-ion de 90,6 kWh, et embarque un chargeur de 11 kW de série et de 22 kW en option. Elle accepte la recharge jusqu'à 170 kW en courant continu.
| Logo de Mercedes-Benz                    | Mercedes-Benz EQE SUV | Mercedes-Benz EQE SUV | Mercedes-Benz EQE SUV | Mercedes-Benz EQE SUV | Mercedes-Benz EQE SUV |
| Logo de Mercedes-Benz                    | EQE 350+              | EQE 350 4Matic        | EQE 500               | EQE AMG 43 4Matic     | EQE AMG 53 4Matic+    |
| ---------------------------------------- | --------------------- | --------------------- | --------------------- | --------------------- | --------------------- |
| Puissance moteur électrique (kW)         | 215                   | 215                   | 300                   | 350                   | 460                   |
| Puissance maximale (ch)                  | 292                   | 292                   | 408                   | 476                   | 626                   |
| Couple maximal (N m)                     | 565                   | 765                   | 858                   | 858                   | 1020                  |
| Vitesse maximale (en km/h)               |                       |                       |                       | 210                   | 240                   |
| 0-100 km/h (en s)                        |                       |                       |                       | 4,3                   | 3,5                   |
| Transmission                             | Propulsion            | Intégrale             | Intégrale             | Intégrale             | Intégrale             |
| Masse à vide (kg)                        |                       |                       |                       |                       |                       |
| Batterie                                 |                       |                       |                       |                       |                       |
| Type de batterie                         | Lithium Ion           | Lithium Ion           | Lithium Ion           | Lithium Ion           | Lithium Ion           |
| Capacité de la batterie (kWh)            | 90,6                  | 90,6                  | 90,6                  | 90,6                  | 90,6                  |
| Autonomie en cycle WLTP (km)             | 480                   | 460                   | 460                   | 431                   | 375                   |
| Temps de recharge                        |                       |                       |                       |                       |                       |
| Sur une prise domestique (Wallbox 11 kW) |                       |                       |                       |                       |                       |
| Sur une borne 22 kW                      |                       |                       |                       |                       |                       |
| Sur une borne 170 kW (borne rapide)      |                       |                       |                       |                       |                       |

## Finitions
- Electric Art[8]
- AMG Line
- AMG